# 第73回高松宮記念杯競輪
第73回高松宮記念杯競輪は、2022年6月16日から19日まで、岸和田競輪場にて開催された、競輪のGI競走である。
優勝賞金は3,532万円（副賞込み）。

## 決勝戦

### 競走成績
- 6月19日（日）第12レース[2][3][4][5][6]
- 誘導員…中澤央治（大阪）[7]

| 着  | 番 | 選手名     | 齢 | 府県   | 期別 | 班 | 着差  | 上り | 決ま り手 | S/J H/B | 個人 状況   |
| --- | -- | ---------- | -- | ------ | ---- | -- | ----- | ---- | --------- | ------- | ----------- |
| 1   | 1  | 古性優作   | 31 | 大 阪  | 100  | S  |       | 11.4 | 捲り      |         |             |
| 2   | 7  | 山田庸平   | 34 | 佐 賀  | 94   | 1  | 1身   | 11.4 | マーク    |         |             |
| 3   | 8  | 園田匠     | 40 | 福 岡  | 87   | 1  | 1/2輪 | 11.1 |           |         |             |
| 3.5 |    |            |    |        |      |    |       |      |           |         |             |
| 4   | 5  | 荒井崇博   | 44 | 佐 賀  | 82   | 1  | 1/2輪 | 11.3 |           |         |             |
| 5   | 3  | 佐藤慎太郎 | 45 | 福 島  | 78   | S  | 1/2身 | 11.7 |           |         | 走注 押圧   |
| 6   | 4  | 成田和也   | 43 | 福 島  | 88   | 1  | 3/4身 | 11.7 |           |         | 走注 押圧   |
| 7   | 2  | 諸橋愛     | 44 | 新 潟  | 79   | 1  | 3/4身 | 11.7 |           | S       | 走注 押上げ |
| 8   | 6  | 小松崎大地 | 39 | 福 島  | 99   | 1  | 1/2身 | 12.0 |           | HB      |             |
| 9   | 9  | 郡司浩平   | 31 | 神奈川 | 99   | S  | 3身   | 12.2 |           | J       | 走注 押上げ |

### 配当金額
- 上段：複式、下段：単式

| 2枠連    | 2枠連        |             | 2車連        | 2車連        | 3連勝          | 3連勝           | ワイド                               | ワイド |
| 60,315票 | 60,315票     | 159,774票   | 159,774票    | 897,381票    | 897,381票      | 80,279票        | 80,279票                             |        |
|          |              |             |              |              |                |                 |                                      |        |
| 1=5      | 2,420円 (10) | 1=7         | 4,910円 (18) | 1=7=8        | 18,830円0 (50) | 1=7 1=8 7=8     | 1,800円 (24) 950円 (14) 3,260円 (30) |        |
| 1-5      | 4,280円 (21) | 1-7         | 9,090円 (35) | 1-7-8        | 91,950円 (248) | 1=7 1=8 7=8     | 1,800円 (24) 950円 (14) 3,260円 (30) |        |
|          |              |             |              |              |                |                 |                                      |        |
| 93,127票 | 93,127票     | 1,162,421票 | 1,162,421票  | 10,406,638票 | 10,406,638票   | 計 12,859,935票 | 計 12,859,935票                      |        |

## 特記事項
- 岸和田でのGI開催は、宿口陽一が制覇した前年の第72回高松宮記念杯競輪以来で、同大会単独としては2年連続7回目。

- 4日制での高松宮記念杯競輪（1999年大会から）としては、今回が最後の大会となった。開催終了後の9月30日に、来年の第74回大会より6日制に戻すことが発表された[10]。

- 今開催はCOVID-19の影響で、岸和田本場の滞留を最大5,000名[注 1]とした上で開催された。なお、三日目・最終日は同大会としては3年ぶりの有観客となった。

- 地上波の決勝戦中継は「坂上忍の勝たせてあげたいTV 第73回高松宮記念杯競輪決勝戦（GI）」《日本テレビ系列全国ネット》[11][12]。

- シリーズ全体での目標額は前年同様の90億円[13]だったが、シリーズ全体の売上は90億9932万9800円[14]と目標額をぎりぎりクリアした。なお、各日ごとの売上額は、初日20億1125万2200円[15]、二日目17億9431万8200円[16]、三日目21億7051万500円[17]、最終日31億2324万8900円[18]。
  - 2億0836万2900円 - 本場
  - 39億7859万3400円 - 場外
  - 49億1237万3500円 - 電話・インターネット投票
  - 90億9932万9800円 - 計

### 競走データ
- S級S班は、あっせん停止の守澤太志を除く8選手が出場した。

- 今開催では、吉田敏洋が高松宮記念杯競輪連続20回出場記録を達成したことで、初日の開会式でJKAより表彰式が行われ記念のメダルが贈呈された[19]。

- 今回はGI初優出はおらず、全員がGI優出経験者。うちS班は古性優作、佐藤慎太郎、郡司浩平の3名。また、決勝戦メンバーの最年少は古性優作の31歳3か月であり、うち佐藤慎太郎、諸橋愛、荒井崇博、成田和也、園田匠の5名が40代であった。

- 昨年大会に続いて決勝入りしたのは、佐藤慎太郎と小松崎大地の2名。うち佐藤慎太郎には松本整が持つGI最年長優勝記録（45歳と0か月）の更新に期待がかかったが、5着であった。なお、この結果、佐藤慎太郎は通算取得賞金額が15億円を突破した。史上11人目、現役選手では5人目の記録となった[20]。

- 準決勝4個レース（東2・西2）のうち、3着で決勝に進んだのは成田和也。

- 高松宮記念杯競輪において地元勢の優勝は、当時は高松宮同妃賜杯競輪の名称で大津びわこ競輪場（滋賀県）にて開催された第5回（1954年）から第7回（1956年）までを3連覇した中井光雄以来66年ぶり。また、大阪府を登録地とする選手による地元開催でのGI優勝は、当時は特別競輪と称されていた1949年の第1回日本選手権競輪（当時の名称は全国争覇競輪。大阪住之江）での横田隆雄、1957年の第2回オールスター競輪（大阪中央）での西村公佑に次いで、65年ぶり3度目[21][22]。

- 準決勝は第9レース以外の3レースで落車があった[23]ほか、第1レースでも落車があり、またその他のレースでも失格者が出た影響で、最終日は第1レースが5車立て、第2レースが6車立てとなった。